# Tom Bean (Texas)
Tom Bean es una ciudad ubicada en el condado de Grayson en el estado estadounidense de Texas. En el Censo de 2010 tenía una población de 1045 habitantes y una densidad poblacional de 257,65 personas por km².

## Geografía
Tom Bean se encuentra ubicada en las coordenadas 33°31′12″N 96°29′4″O / 33.52000, -96.48444. Según la Oficina del Censo de los Estados Unidos, Tom Bean tiene una superficie total de 4.06 km², de la cual 4.06 km² corresponden a tierra firme y (0%) 0 km² es agua.

## Demografía
Según el censo de 2010, había 1045 personas residiendo en Tom Bean. La densidad de población era de 257,65 hab./km². De los 1045 habitantes, Tom Bean estaba compuesto por el 93.59% blancos, el 0.67% eran afroamericanos, el 1.34% eran amerindios, el 0.19% eran asiáticos, el 0.38% eran isleños del Pacífico, el 1.34% eran de otras razas y el 2.49% pertenecían a dos o más razas. Del total de la población el 4.98% eran hispanos o latinos de cualquier raza.